# Čertův kámen (Černý vrch)
Čertův kámen je skalní útvar na vrcholu Černého vrchu v Jizerských horách v nadmořské výšce 1025 m. Skalní útvar není dostupný značenou turistickou cestou. Je však přístupný pěšinami odbočujícími z  lesních cest v okolí Černého vrchu.

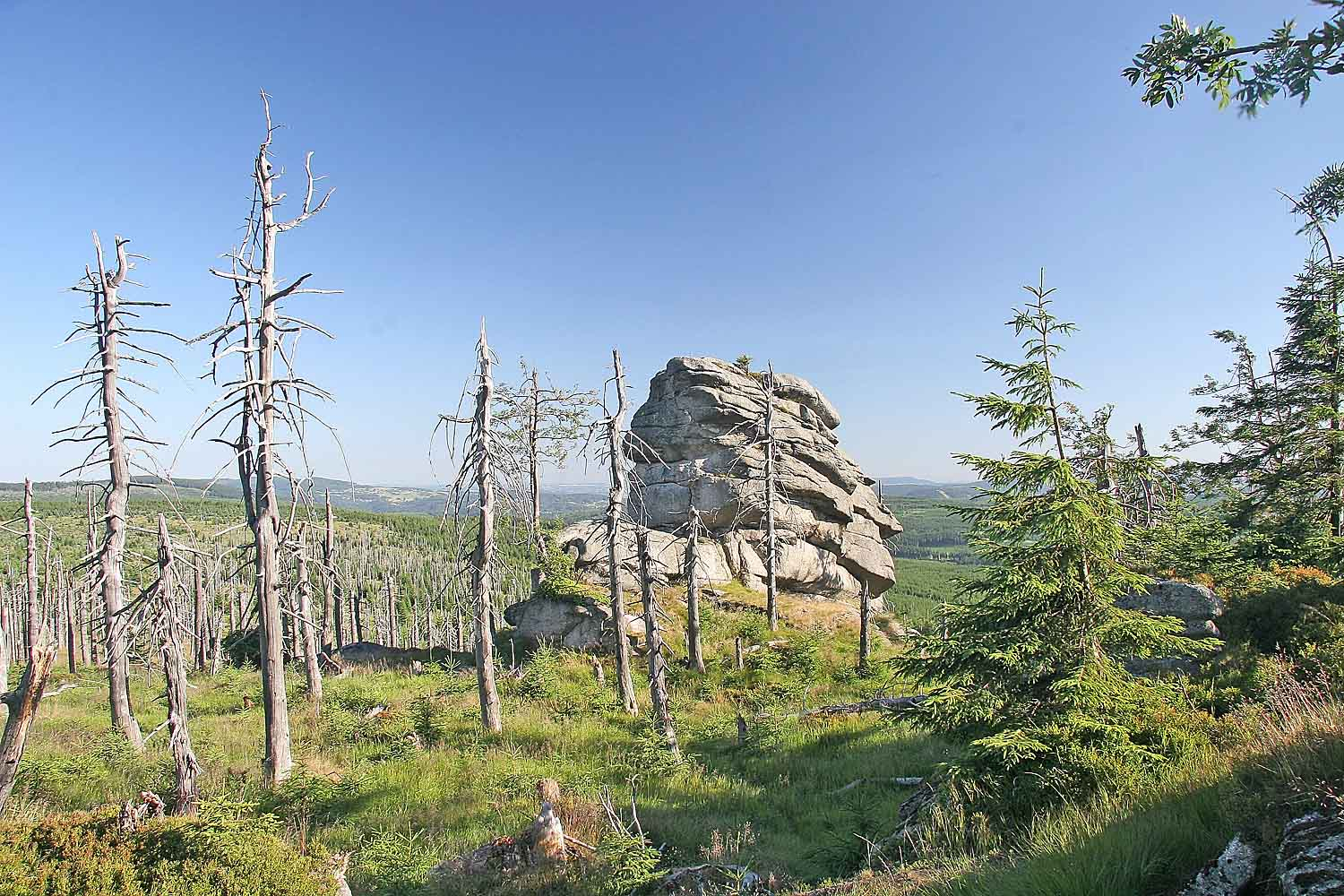
Čertův kámen
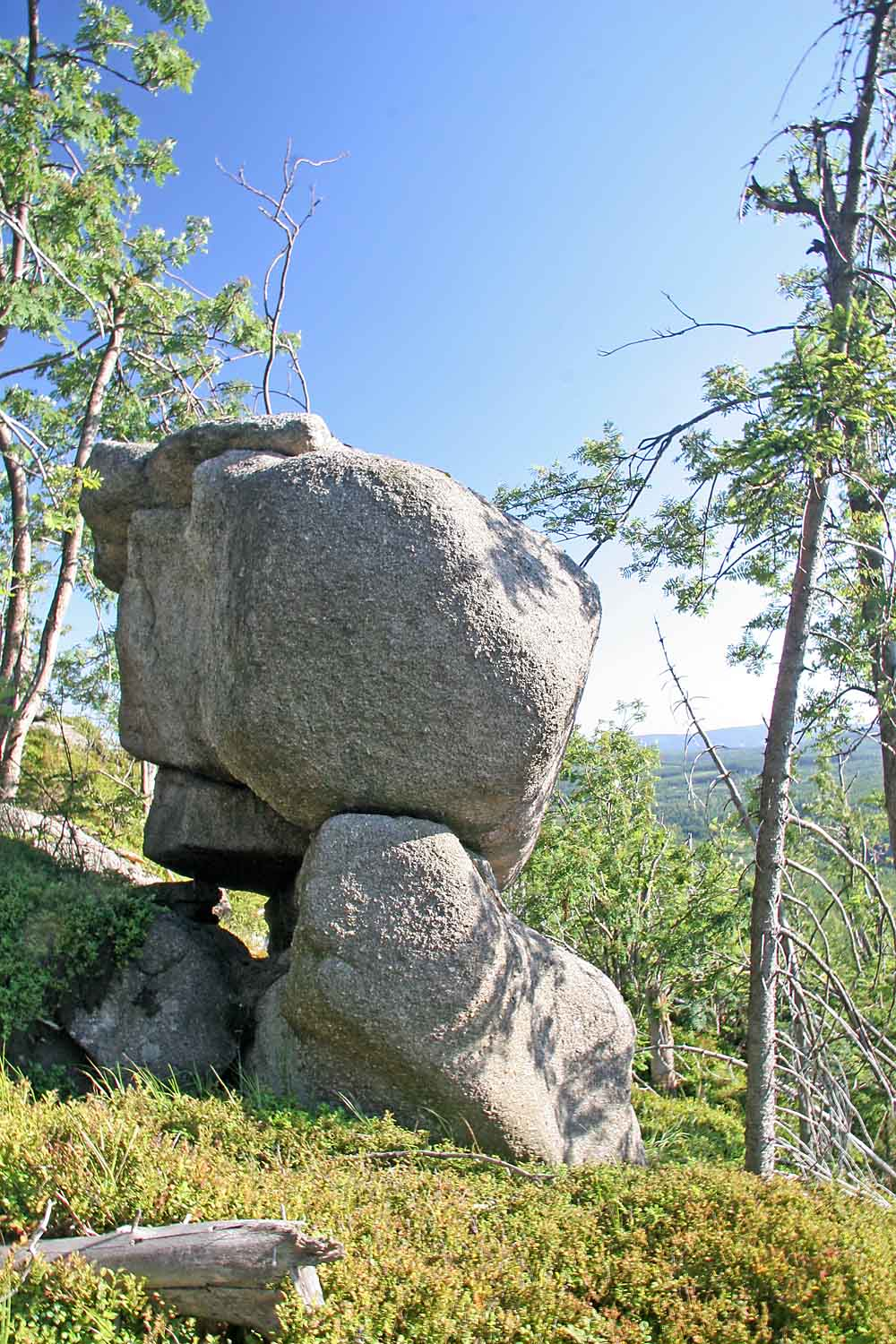
Pod Čertovým kamenem
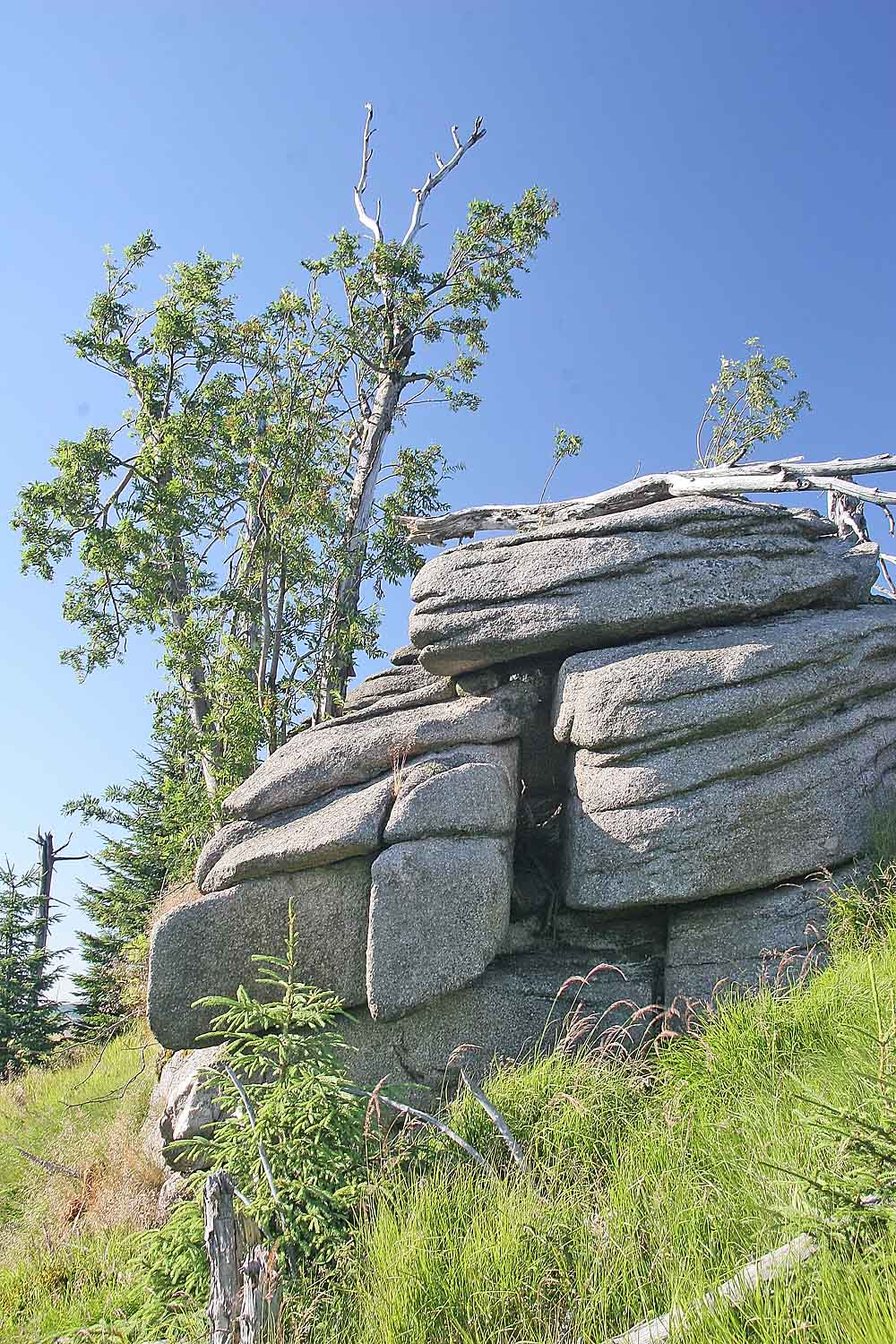
Pod Čertovým kamenem